# Bruno Moreira
Bruno Daniel Pereira Castro Moreira, meglio noto come Bruno Moreira (Vila Nova de Famalicão, 6 settembre 1987), è un ex calciatore portoghese, di ruolo attaccante.